# Yanılmaz, Dargeçit
Yanılmaz là một xã thuộc huyện Dargeçit, tỉnh Mardin, Thổ Nhĩ Kỳ. Dân số thời điểm năm 2010 là 12 người.